# Aleš Zbořil
Aleš Zbořil (* 1. července 1968 Brno) je český herec a moderátor.

## Život
Po maturitě na brněnském Gymnáziu Slovanské náměstí rok dělal kulisáka v Divadle bratří Mrštíků. V letech 1987–1991 vystudoval činoherní herectví na Divadelní fakultě Janáčkovy akademie múzických umění v Brně. Po půlroční stáži na francouzské Ecole Florent působil jako rozhlasový moderátor (Rádio Brno, později rádio Krokodýl).
Nejvíce je známý jako moderátor televizních soutěží. V anketě TýTý 2004 byl nominovaný na cenu v kategorii moderátor zábavných pořadů. Předtím se již umísťoval na předních místech v kategorii moderátor soutěžních pořadů (6. místo v ročníku 2001, 5. místo v ročnících 2002 a 2003).
Kromě několika „štěků“ v televizních seriálech (hrál sám sebe v seriálu Detektiv Martin Tomsa a vesničana v Četnických humoreskách) se také věnuje dabingovému herectví (mluví např. Sashu Mitchella v seriálu Dallas) a dělá i režii dabingů, především v Brně, namlouvá televizní a rozhlasové komentáře, je lektorem seminářů komunikace, rétoriky a prezentačních dovedností. V roce 2023 je průvodcem reklamním seriálem Aleš boří mýty, kterým Škoda Auto propaguje elektromobilitu.
Od roku 1994 je ženatý s psycholožkou Romanou Zbořilovou, se kterou má dceru Karolínu a syna Dana.
Je levák, píše levou rukou.

## Moderované televizní soutěže
- Očko bere
- Telekvíz (Česká televize Brno)
- Ypsilon (Česká televize Brno, předchůdce AZ-kvízu pro středoškoláky)
- Rexeso (Prima TV)
- AZ-kvíz (Česká televize Brno) – pořad, vysílaný 5× týdně, moderuje od jeho počátku v roce 1997 dosud (včetně většiny mimořádných vydání, jako byl např. krátkou dobu vysílaný AZ-kvíz Speciál nebo jednorázový AZ-kvíz tentokrát s Fortunou; v počátcích moderoval i AZ-kvíz Junior).